# TRAD
『TRAD』（トラッド）は、竹内まりやの通算11作目のオリジナル・アルバム。2014年9月10日にワーナーミュージック・ジャパンより発売された。

## 背景
前作『Denim』以来7年ぶりのスタジオ・アルバムであり、2008年以降にリリースされたシングル曲（CD、配信を含む）が多数収録されている。アルバム全体としてもオールタイム・ベスト・アルバム『Expressions』以来6年ぶりとなる。当初は2014年9月3日発売とアナウンスされたが、初回特典DVDに収録する「souvenir 2000 LIVE」ライブ映像のデジタライズ処理に遅れが生じた為に、1週間発売が延期された。
アルバムタイトルの『TRAD』は、″伝統的″ を意味する ″トラディショナル(traditional)″ の略語であり、「時代を超えて惹かれ続けるもの。時代に流されないもの。それを目指したい」という竹内の想いが込められている。また、最初は「タイムレス」というタイトルにすることも考えたが、調べてみると同じタイトルのアルバムが星の数ほどあったために改めたとも話している。
竹内は、依頼を受けて曲を書く時は将来これをアルバムにまとめるということは考えず、その都度要請されたテーマに沿って作るため、最初はニュース番組やドラマのテーマ曲など、印象がバラバラな本作の収録予定曲を見て、これが一つにまとまるのだろうかと思いもしたという。しかし出来上がってみると、シングル曲も他の歌手に提供した曲も不思議と一つにまとまっており、「結局、一人の人間が書いたものは、バラバラのようでいても何かつながっているんでしょうね。」と後述している。
初回限定盤にはDVDが付属し、先行シングル「静かな伝説」のミュージックビデオ、2000年に行われたライブ「souvenir 2000 LIVE」より「カムフラージュ」「駅」「不思議なピーチパイ」「September」のライブ映像、これまで撮影したPVをダイジェストで収録した『Digest of Mariya Takeuchi』を収録。DVDの収録時間はデビュー35周年目にちなみ、トータル35分に集約されている。なお、アルバムの特典に映像作品がつくのはキャリアを通して初めてのことであり、これについて竹内は「ダウンロードで単曲買いをする方も増えているなか、パッケージに魅力を感じていただくためには、時代のニーズという面でも、やはり映像ものの方が喜ばれるでしょう」と語っている。また、「(特典DVDが)皆さんからの手ごたえを感じ取ることができれば、今後ちゃんとしたライヴDVDを出すことも検討していきたい」とも語っている。
ジャケットは、竹内の実家である竹野屋旅館（島根県出雲市）にて撮影された。最初は『TRAD』というタイトルからイギリスでの撮影もいいかなと思ったが、絵になる風景を求めて海外に行くより、直感的に出雲の方が自然に思えたという。こういった発想は今までなかったことで、「たぶん出雲の海とか自然の光景って、自分にとってあまりにも当たり前すぎて、私の作る曲と合うわけがないと思い込んでいたんですね。でも、今回はそれが無理なくはまる曲ばっかりでした」と話している。また、ブックレットには竹内本人による楽曲解説が添えられている。

## 記録・受賞
発売初週に11.9万枚を販売し、9月22日付のオリコン週間アルバムランキングで1位に初登場。当時59歳6か月でのアルバム首位獲得は、松任谷由実の記録（『日本の恋と、ユーミンと。』、58歳10か月）を上回り女性アーティスト最年長記録を更新した。(2016年には松任谷由実がアルバム『宇宙図書館』で1位を獲得。62歳10か月で女性アーティスト最年長記録を更新した。) 発売2週目には4.9万枚を売り上げ、9月29日付のオリコン週間アルバムランキングで再び1位を獲得。2週連続1位となり、これも史上最年長記録となった。
竹内は『LOVE SONGS』『VARIETY』（1980年代）、『Quiet Life』（1990年代）、『Bon Appetit!』『Denim』（2000年代）と本作（2010年代）により、史上初となる4つの年代連続でオリジナルアルバムの首位を獲得することとなった。
2014年の第56回日本レコード大賞において最優秀アルバム賞を受賞した。本人がステージに登場することはなかったが、電話で出演した。そして、受賞アルバムの収録曲「静かな伝説」のライブ映像が放送された。このライブ映像は、同年に開催されたアリーナツアー「souvenir 2014」の模様であった。

## スペシャル・パッケージ商品
アルバムのヒットを記念して、『TRAD』のCD版にクリスマス向けのデザインを施したスペシャル・パッケージが同年11月18日から12月25日までの期間限定商品としてリリースされた。こちらは初回限定盤であるDVD付きの2枚組を三方背BOXで包装した仕様となっている。

## 収録曲

### Disc1
| #         | タイトル                                                 | 作詞・作曲                                  | 編曲                              | ストリングス編曲 | 時間  |
| --------- | -------------------------------------------------------- | ------------------------------------------- | --------------------------------- | ---------------- | ----- |
| 1.        | 「縁の糸」                                               | 竹内まりや                                  | 山下達郎                          | 後藤勇一郎       | 4:34  |
| 2.        | 「それぞれの夜」                                         | 竹内まりや                                  | 山下達郎                          |                  | 4:00  |
| 3.        | 「アロハ式恋愛指南」                                     | 竹内まりや                                  | 山下達郎                          | 牧戸太郎         | 4:40  |
| 4.        | 「ウイスキーが、お好きでしょ」(CMアレンジ・ヴァージョン) | 田口俊（作詞） 杉真理（作曲）               | 嶋田陽一 コーラスアレンジ：杉真理 |                  | 3:53  |
| 5.        | 「Dear Angie〜あなたは負けない」                         | 杉真理                                      | BOX コーラスアレンジ：杉真理      | 嶋田陽一         | 3:19  |
| 6.        | 「最後のタンゴ」                                         | 伊集院静（作詞） 竹内まりや（作曲）         | 服部克久                          |                  | 3:40  |
| 7.        | 「輝く女性(ひと)よ!」                                    | 竹内まりや                                  | 山下達郎                          | 服部隆之         | 4:38  |
| 8.        | 「夏のモンタージュ」                                     | 竹内まりや                                  | 山下達郎                          |                  | 4:17  |
| 9.        | 「リユニオン」                                           | 竹内まりや                                  | 山下達郎                          | 服部克久         | 4:41  |
| 10.       | 「特別な恋人」                                           | 竹内まりや                                  | 増田武史                          |                  | 4:54  |
| 11.       | 「たそがれダイアリー」                                   | 竹内まりや                                  | 山下達郎                          | 後藤勇一郎       | 4:14  |
| 12.       | 「深秋」                                                 | 竹内まりや                                  | 山下達郎                          | 服部隆之         | 4:02  |
| 13.       | 「静かな伝説」                                           | 竹内まりや                                  | 山下達郎                          |                  | 4:59  |
| 14.       | 「Your Eyes」                                            | Alan O'Day（作詞） 山下達郎（作曲）         | 山下達郎                          | 服部克久         | 3:11  |
| 15.       | 「いのちの歌」                                           | Miyabi(竹内まりや)（作詞） 村松崇継（作曲） | 村松崇継                          |                  | 4:43  |
| 合計時間: | 合計時間:                                                | 合計時間:                                   | 合計時間:                         | 合計時間:        | 63:52 |

### Disc2
| #  | タイトル                                       | 作詞       | 作曲       | 編曲     |
| -- | ---------------------------------------------- | ---------- | ---------- | -------- |
| 1. | 「静かな伝説」(Music Video)                    | 竹内まりや | 竹内まりや | 山下達郎 |
| 2. | 「カムフラージュ」(souvenir 2000 LIVEより)     | 竹内まりや | 竹内まりや |          |
| 3. | 「駅」(souvenir 2000 LIVEより)                 | 竹内まりや | 竹内まりや |          |
| 4. | 「不思議なピーチパイ」(souvenir 2000 LIVEより) | 安井かずみ | 加藤和彦   |          |
| 5. | 「September」(souvenir 2000 LIVEより)          | 松本隆     | 林哲司     |          |
| 6. | 「Digest of Mariya Takeuchi」(Music Video)     |            |            |          |

### 曲解説
1. 縁の糸
37thシングル表題曲。NHK連続テレビ小説『だんだん』主題歌。
2. それぞれの夜
41stシングル曲（両A面）。2012年 TBSテレビ系深夜ニュース「NEWS23クロス」エンディングテーマ。
3. アロハ式恋愛指南
43rdシングル曲（配信限定）。映画『わたしのハワイの歩きかた』主題歌。
4. ウイスキーが、お好きでしょ
38thシングル曲。サントリー角瓶のCMソングで、SAYURIのカバー曲。
5. Dear Angie〜あなたは負けない
41stシングル曲（両A面）。2013年 TBSテレビ系深夜ニュース「NEWS23」エンディングテーマ。
6. 最後のタンゴ
37thシングルカップリング曲。2008年 NHKラジオ第一「ラジオ深夜便」深夜便のうた。
7. 輝く女性(ひと)よ!
39thシングルカップリング曲。コーセー「GRANDAINE LUXAGE」CMソング。
8. 夏のモンタージュ
2008年にTBS系ドラマ『ナツコイ』の主題歌として、みつき（高畑充希）へ提供した楽曲のセルフカバー。高畑がコーラスとして参加している。
9. リユニオン
フジテレビ系『金曜プレステージ』のエンディングテーマとして、松たか子へ提供した楽曲のセルフカバー。
10. 特別な恋人
松田聖子のデビュー30周年記念として提供した楽曲のセルフカバー。
11. たそがれダイアリー
40thシングル表題曲。テレビ朝日系ドラマ『おトメさん』主題歌。
12. 深秋
NHK土曜ドラマ『芙蓉の人〜富士山頂の妻』主題歌として書き下ろされた。本作の中では最新曲。
13. 静かな伝説
44thシングル表題曲（先行リリース）。フジテレビ系「ワンダフルライフ」テーマ曲。竹内の発案により、サザンオールスターズの桑田佳祐・原由子夫妻が、山下夫妻とともにユニゾンでコーラスを行っている[17]。これは、1988年に山下達郎のアルバム『僕の中の少年』収録の「蒼氓（そうぼう）」以来26年ぶりのコラボとなった。
コーラスで参加した桑田は自身のラジオ番組「桑田佳祐のやさしい夜遊び」内の企画『桑田佳祐が選ぶ2014年邦楽シングルベスト20』でこの曲を3位に選出した[18]。
竹内が2013年6月24日に「坂崎幸之助と吉田拓郎のオールナイトニッポンGOLD」にゲスト出演した際、坂崎幸之助と吉田拓郎と「どうしてこんなに悲しいんだろう」を一緒に歌ったら楽しく、自身も高校時代に吉田拓郎の曲を聴いていて、自分の中にそういう引き出しがあったことを思い出し楽曲製作した[19]。このため珍しく男言葉で歌っている[17][19]。
14. Your Eyes
42ndシングル曲（配信限定）。TBS系日曜劇場『安堂ロイド〜A.I. knows LOVE?〜』主題歌。1982年に、夫の山下達郎が発表したアルバム『FOR YOU』の収録曲をカバー。元々は山下が竹内のために書き下ろした楽曲だったが、不採用になったために山下が自らのレパートリーとしていた。事実上、それまでは山下がセルフカバーし、31年越しの楽曲提供が実現したことになる。原曲の青山純（故人）によるドラム演奏にこだわり、打ち込みにて再現している[20]。
15. いのちの歌
39thシングル表題曲。NHKドキュメンタリードラマ『開拓者たち』主題歌。NHK連続テレビ小説『だんだん』劇中歌として、Miyabi名義にて茉奈 佳奈へ詞を提供した楽曲のセルフカバー。茉奈 佳奈がコーラスとして参加している。映画『嫌な女』主題歌。

## クレジット

### 縁の糸
- 山下達郎：Drum Programming, Computer Programming, Electric Guitar, Acoustic Guitar, Keyboards, Glocken, Percussion, Background Vocals
- 竹内まりや：Background Vocals
- 難波弘之：Acoustic Piano, Electric Piano
- 村田陽一：Trombone Solo
- 橋本茂昭：Computer Programming, Synthesizer Operation
- 後藤勇一郎Strings：Strings

### それぞれの夜
- 山下達郎：Computer Programming, Drums, Electric Guitar, 12 Strings Electric Guitar, Acoustic Guitar, Keyboards, Hammond Organ, Percussion
- 竹内まりや：Background Vocals
- 難波弘之：Acoustic Piano
- 橋本茂昭：Computer Programming, Synthesizer Operation

### アロハ式恋愛指南
- 山下達郎：Computer Programming, Drum Programming, Electric Guitar, Acoustic Guitar, Keyboards, Percussion
- 竹内まりや：Background Vocals
- 松木恒秀：Electric Guitar (Solo)
- 橋本茂昭：Computer Programming, Synthesizer Operation
- 今野均Strings：Strings

### ウイスキーが、お好きでしょ
- 竹内まりや：Lead Vocal
- 嶋田陽一：Computer Programming, Drum Programming, Acoustic Piano
- 渡辺格：Electric Guitar
- 市原ひかり：Trumpet Solo
- 西村浩二：Trumpet
- 菅坡雅彦：Trumpet
- 村田陽一：Trombone
- 箱山芳樹：Trombone
- 山本拓夫：Soprano Sax
- 竹野昌邦：Alto Sax
- 小池修：Tenor Sax
- 山根公男：Clarinet
- 杉真理：Background Vocals

### Dear Angie 〜あなたは負けない
- BOX
- 杉真理：Acoustic Guitar, Background Vocals
- 田上正和：Electric Guitar
- 小室和之：Electric Bass, Background Vocals
- 松尾清憲：Background Vocals
- 島村英二：Drums
- 小泉信彦：Keyboards
- 飯尾芳史：Tambourine
- Rush 加藤Joe：Strings

### 最後のタンゴ
- 竹内まりや：Lead Vocal
- 伊藤史朗：Drums
- 斉藤誠：Acoustic Bass
- 伊丹雅博：Electric Guitar
- 美野春樹：Acoustic Piano
- 佐藤芳明：Accordion
- 啼鵬：Bandoneon
- 高田みどり：Percussion
- 後藤勇一郎：Violin Solo
- 後藤勇一郎Strings：Strings

### 輝く女性よ!
- 山下達郎：Computer Programming, Electric Guitar, Acoustic Guitar, Keyboards, Percussion, Background Vocals
- 小笠原拓海：Drums
- 橋本茂昭：Computer Programming, Synthesizer Operation
- Rush 加藤Joe：Strings

### 夏のモンタージュ
- 山下達郎：Computer Programming, Drum Programming, Electric Bass, Electric Guitar, Acoustic Guitar, Keyboards, Hammond Organ, Glocken, Percussion, Background Vocals
- 難波弘之：Acoustic Piano
- 橋本茂昭：Computer Programming, Synthesizer Operation
- 高畑充希：Background Vocals

### リユニオン
- 山下達郎：Computer Programming, Drum Programming, Keyboards, Electric Guitar, Ukulele, Percussion
- 難波弘之：Acoustic Piano
- 山下由紀子：Conga
- 橋本茂昭：Computer Programming, Synthesizer Operation
- Rush 加藤Joe：Strings

### 特別な恋人
- 増田武史：Electric Guitar, Acoustic Guitar, Keyboards, Percussion
- 山下達郎：Acoustic Guitar, Keyboards, Percussion, Background Vocals
- 小笠原拓海：Drums
- 橋本茂昭：Computer Programming, Synthesizer Operation
- 室屋光一郎Strings：Strings

### たそがれダイアリー
- 山下達郎：Computer Programming, Drum Programming, Electric Guitar, Keyboards, Hammond Organ, Percussion, Background Vocals
- 難波弘之：Acoustic Piano
- 橋本茂昭：Computer Programming, Synthesizer Operation
- 宮里陽太：Alto Sax Solo
- エリック宮城：Trumpet
- 中野勇介：Trumpet
- 村田陽一：Trombone
- 奥村晃：Trombone
- 竹野邦彦：Tenor Sax
- 吉田治：Baritone Sax
- 後藤勇一郎Strings：Strings

### 深秋
- 山下達郎：Computer Programming, Drum Programming, Electric Guitar, Keyboards, Percussion
- 橋本茂昭：Computer Programming, Synthesizer Operation
- Rush 加藤Joe：Strings

### 静かな伝説(レジェンド)
- 山下達郎：Computer Programming, Electric Guitar, Acoustic Guitar, Keyboards, Percussion, Background Vocals
- 竹内まりや：Harmonica, Background Vocals
- 島村英二：Drums
- 伊藤広規：Electric Bass
- 中西康晴：Acoustic Piano
- 細井豊：Hammond Organ
- 橋本茂昭：Computer Programming, Synthesizer Operation
- 桑田佳祐：Background Vocals (Coda)
- 原由子：Background Vocals (Coda)

### Your Eyes
- 山下達郎：Computer Programming, Electric Guitar, Acoustic Guitar, Electric Sitar, Keyboards, Percussion, Background Vocals
- 伊藤広規：Electric Bass
- 難波弘之：Acoustic Piano
- 橋本茂昭：Computer Programming, "Jun Aoyama Simulation" Drum Programming, Synthesizer Operation
- 宮里陽太：Alto Sax (Solo)
- 朝川朋之：Harp
- Rush 加藤Joe：Strings

### いのちの歌
- 村松崇継：Acoustic Piano
- 小笠原拓海：Drums
- 川内啓史：Electric Bass
- 佐橋佳幸：Electric Guitar
- 石成正人：Acoustic Guitar
- 山下由紀子：Percussion
- 有井孝晴：Computer Programming
- 高桑英世：Flute
- 山根公男：Clarinet
- 広多智香：Oboe
- 奥村晶：Trumpet
- 中川英二郎：Trombone
- Rush 加藤Joe：Strings
- 三倉茉奈：Background Vocals
- 三倉佳奈：Background Vocals

### スタッフ
- Produced by 山下達郎 & 竹内まりや
  - Except： 「いのちの歌」Produced by 竹内まりや
- Executive Producer：小杉理宇造
- Recording Engineer：中村辰也、田中信一、飯尾芳史、沖津徹、梅津達男、安部徹
- Mixed by 中村辰也 (at Planet Kingdom)
  - Expect：「Dear Angie 〜あなたは負けない」Mixed by 飯尾芳史
  - 「いのちの歌」Mixed by 沖津徹
- Assistant Engineer：杉山朋子、庄子淳、鶴田尚也、松本英人、高村政貴、中内茂治、大竹悠太、米山雄大、春雅之、原田しずお、野口素弘、佐藤千恵、長谷川巧、赤井聡史、稲垣杏里
- Mastering Engineer：菊地功 (at Warner Music Mastering)

## リリース履歴
| # | 発売日         | レーベル                  | 規格   | 品番         | 備考         |
| - | -------------- | ------------------------- | ------ | ------------ | ------------ |
| 1 | 2014年9月10日  | MOON / WARNER MUSIC JAPAN | CD+DVD | WPCL-30906/7 | 初回限定盤。 |
| 1 | 2014年9月10日  | MOON / WARNER MUSIC JAPAN | CD     | WPCL-11959   | 通常盤。     |
| 1 | 2014年11月19日 | MOON / WARNER MUSIC JAPAN | 2LP    | WQJL-10018/9 | アナログ盤。 |